# Entocolax ludwigii
Entocolax ludwigii är en snäckart som beskrevs av Voigt 1888. Entocolax ludwigii ingår i släktet Entocolax och familjen Eulimidae. Inga underarter finns listade i Catalogue of Life.